# Nemoli
Nemoli är en ort och kommun i provinsen Potenza i regionen Basilicata i Italien. Kommunen hade 1 471 invånare (2017).